# Haid (Gemeinde Groß Gerungs)
Haid ist eine Ortschaft und eine Katastralgemeinde der  Stadtgemeinde Groß Gerungs im Bezirk Zwettl in Niederösterreich.

## Siedlungsentwicklung
Zum Jahreswechsel 1979/1980 befanden sich in der Katastralgemeinde Haid insgesamt 23 Bauflächen mit 11.503 m² und 8 Gärten auf 1.240 m², 1989/1990 gab es 23 Bauflächen. 1999/2000 war die Zahl der Bauflächen auf 71 angewachsen und 2009/2010 bestanden 37 Gebäude auf 72 Bauflächen.

## Geschichte
Laut Adressbuch von Österreich waren im Jahr 1938 in Haid ein Holzgerätehersteller, ein Wasenmeister und zwei Landwirte mit Direktvertrieb ansässig.

## Bodennutzung
Die Katastralgemeinde ist landwirtschaftlich geprägt. 112 Hektar wurden zum Jahreswechsel 1979/1980 landwirtschaftlich genutzt und 45 Hektar waren forstwirtschaftlich geführte Waldflächen. 1999/2000 wurde auf 112 Hektar Landwirtschaft betrieben und 45 Hektar waren als forstwirtschaftlich genutzte Flächen ausgewiesen. Ende 2018 waren 105 Hektar als landwirtschaftliche Flächen genutzt und Forstwirtschaft wurde auf 48 Hektar betrieben. Die durchschnittliche Bodenklimazahl von Haid beträgt 18,6 (Stand 2010).